# 小行星列表/116001-116100
| 名稱         | 臨時編號   | 發現日期       | 發現地點   | 發現者                         |
| ------------ | ---------- | -------------- | ---------- | ------------------------------ |
| 小行星116001 | 2003 WD74  | 2003年11月20日 | 索科罗     | 林肯近地小行星研究小组         |
| 小行星116002 | 2003 WH75  | 2003年11月18日 | 基特峰     | 太空监视                       |
| 小行星116003 | 2003 WN75  | 2003年11月19日 | 基特峰     | 太空监视                       |
| 小行星116004 | 2003 WB76  | 2003年11月19日 | 索科罗     | 林肯近地小行星研究小组         |
| 小行星116005 | 2003 WL77  | 2003年11月19日 | 基特峰     | 太空监视                       |
| 小行星116006 | 2003 WA78  | 2003年11月20日 | 基特峰     | 太空监视                       |
| 小行星116007 | 2003 WJ78  | 2003年11月20日 | 索科罗     | 林肯近地小行星研究小组         |
| 小行星116008 | 2003 WE79  | 2003年11月20日 | 索科罗     | 林肯近地小行星研究小组         |
| 小行星116009 | 2003 WT79  | 2003年11月20日 | 索科罗     | 林肯近地小行星研究小组         |
| 小行星116010 | 2003 WP80  | 2003年11月20日 | 索科罗     | 林肯近地小行星研究小组         |
| 小行星116011 | 2003 WQ80  | 2003年11月20日 | 卡特林那   | 卡特林那巡天系统               |
| 小行星116012 | 2003 WU81  | 2003年11月18日 | 帕洛马山   | 近地小行星追踪                 |
| 小行星116013 | 2003 WU82  | 2003年11月19日 | 帕洛马山   | 近地小行星追踪                 |
| 小行星116014 | 2003 WA83  | 2003年11月20日 | 索科罗     | 林肯近地小行星研究小组         |
| 小行星116015 | 2003 WE83  | 2003年11月20日 | 帕洛马山   | 近地小行星追踪                 |
| 小行星116016 | 2003 WK83  | 2003年11月20日 | 索科罗     | 林肯近地小行星研究小组         |
| 小行星116017 | 2003 WN84  | 2003年11月19日 | 帕洛马山   | 近地小行星追踪                 |
| 小行星116018 | 2003 WS84  | 2003年11月19日 | 卡特林那   | 卡特林那巡天系统               |
| 小行星116019 | 2003 WT84  | 2003年11月19日 | 卡特林那   | 卡特林那巡天系统               |
| 小行星116020 | 2003 WC86  | 2003年11月20日 | 索科罗     | 林肯近地小行星研究小组         |
| 小行星116021 | 2003 WG86  | 2003年11月21日 | 帕洛马山   | 近地小行星追踪                 |
| 小行星116022 | 2003 WM87  | 2003年11月21日 | 索科罗     | 林肯近地小行星研究小组         |
| 小行星116023 | 2003 WN87  | 2003年11月21日 | 索科罗     | 林肯近地小行星研究小组         |
| 小行星116024 | 2003 WR87  | 2003年11月22日 | 卡特林那   | 卡特林那巡天系统               |
| 小行星116025 | 2003 WS87  | 2003年11月22日 | 索科罗     | 林肯近地小行星研究小组         |
| 小行星116026 | 2003 WP88  | 2003年11月16日 | 基特峰     | 太空监视                       |
| 小行星116027 | 2003 WV88  | 2003年11月16日 | 卡特林那   | 卡特林那巡天系统               |
| 小行星116028 | 2003 WJ89  | 2003年11月16日 | 卡特林那   | 卡特林那巡天系统               |
| 小行星116029 | 2003 WO89  | 2003年11月16日 | 卡特林那   | 卡特林那巡天系统               |
| 小行星116030 | 2003 WY90  | 2003年11月18日 | 基特峰     | 太空监视                       |
| 小行星116031 | 2003 WR91  | 2003年11月18日 | 基特峰     | 太空监视                       |
| 小行星116032 | 2003 WQ92  | 2003年11月19日 | 可可尼诺县 | 洛厄尔天文台近地小行星搜寻计划 |
| 小行星116033 | 2003 WY92  | 2003年11月19日 | 可可尼诺县 | 洛厄尔天文台近地小行星搜寻计划 |
| 小行星116034 | 2003 WH95  | 2003年11月19日 | 可可尼诺县 | 洛厄尔天文台近地小行星搜寻计划 |
| 小行星116035 | 2003 WN96  | 2003年11月19日 | 可可尼诺县 | 洛厄尔天文台近地小行星搜寻计划 |
| 小行星116036 | 2003 WX97  | 2003年11月19日 | 可可尼诺县 | 洛厄尔天文台近地小行星搜寻计划 |
| 小行星116037 | 2003 WU99  | 2003年11月20日 | 索科罗     | 林肯近地小行星研究小组         |
| 小行星116038 | 2003 WY99  | 2003年11月20日 | 索科罗     | 林肯近地小行星研究小组         |
| 小行星116039 | 2003 WZ99  | 2003年11月20日 | 索科罗     | 林肯近地小行星研究小组         |
| 小行星116040 | 2003 WQ100 | 2003年11月21日 | 帕洛马山   | 近地小行星追踪                 |
| 小行星116041 | 2003 WZ100 | 2003年11月21日 | 卡特林那   | 卡特林那巡天系统               |
| 小行星116042 | 2003 WA101 | 2003年11月21日 | 卡特林那   | 卡特林那巡天系统               |
| 小行星116043 | 2003 WW101 | 2003年11月21日 | 索科罗     | 林肯近地小行星研究小组         |
| 小行星116044 | 2003 WE102 | 2003年11月21日 | 索科罗     | 林肯近地小行星研究小组         |
| 小行星116045 | 2003 WR102 | 2003年11月21日 | 索科罗     | 林肯近地小行星研究小组         |
| 小行星116046 | 2003 WZ102 | 2003年11月21日 | 索科罗     | 林肯近地小行星研究小组         |
| 小行星116047 | 2003 WR104 | 2003年11月21日 | 索科罗     | 林肯近地小行星研究小组         |
| 小行星116048 | 2003 WC105 | 2003年11月21日 | 索科罗     | 林肯近地小行星研究小组         |
| 小行星116049 | 2003 WE105 | 2003年11月21日 | 基特峰     | 太空监视                       |
| 小行星116050 | 2003 WL105 | 2003年11月21日 | 索科罗     | 林肯近地小行星研究小组         |
| 小行星116051 | 2003 WM106 | 2003年11月21日 | 索科罗     | 林肯近地小行星研究小组         |
| 小行星116052 | 2003 WT106 | 2003年11月21日 | 帕洛马山   | 近地小行星追踪                 |
| 小行星116053 | 2003 WD107 | 2003年11月22日 | 索科罗     | 林肯近地小行星研究小组         |
| 小行星116054 | 2003 WO107 | 2003年11月23日 | 索科罗     | 林肯近地小行星研究小组         |
| 小行星116055 | 2003 WQ107 | 2003年11月23日 | 卡特林那   | 卡特林那巡天系统               |
| 小行星116056 | 2003 WS107 | 2003年11月23日 | 卡特林那   | 卡特林那巡天系统               |
| 小行星116057 | 2003 WW107 | 2003年11月24日 | 卡特林那   | 卡特林那巡天系统               |
| 小行星116058 | 2003 WB108 | 2003年11月20日 | 索科罗     | 林肯近地小行星研究小组         |
| 小行星116059 | 2003 WG110 | 2003年11月20日 | 索科罗     | 林肯近地小行星研究小组         |
| 小行星116060 | 2003 WL111 | 2003年11月20日 | 索科罗     | 林肯近地小行星研究小组         |
| 小行星116061 | 2003 WO111 | 2003年11月20日 | 索科罗     | 林肯近地小行星研究小组         |
| 小行星116062 | 2003 WN115 | 2003年11月20日 | 索科罗     | 林肯近地小行星研究小组         |
| 小行星116063 | 2003 WM117 | 2003年11月20日 | 索科罗     | 林肯近地小行星研究小组         |
| 小行星116064 | 2003 WA118 | 2003年11月20日 | 索科罗     | 林肯近地小行星研究小组         |
| 小行星116065 | 2003 WX118 | 2003年11月20日 | 索科罗     | 林肯近地小行星研究小组         |
| 小行星116066 | 2003 WC119 | 2003年11月20日 | 索科罗     | 林肯近地小行星研究小组         |
| 小行星116067 | 2003 WF119 | 2003年11月20日 | 索科罗     | 林肯近地小行星研究小组         |
| 小行星116068 | 2003 WW119 | 2003年11月20日 | 索科罗     | 林肯近地小行星研究小组         |
| 小行星116069 | 2003 WR120 | 2003年11月20日 | 索科罗     | 林肯近地小行星研究小组         |
| 小行星116070 | 2003 WV120 | 2003年11月20日 | 索科罗     | 林肯近地小行星研究小组         |
| 小行星116071 | 2003 WB121 | 2003年11月20日 | 索科罗     | 林肯近地小行星研究小组         |
| 小行星116072 | 2003 WG121 | 2003年11月20日 | 索科罗     | 林肯近地小行星研究小组         |
| 小行星116073 | 2003 WH121 | 2003年11月20日 | 索科罗     | 林肯近地小行星研究小组         |
| 小行星116074 | 2003 WK121 | 2003年11月20日 | 索科罗     | 林肯近地小行星研究小组         |
| 小行星116075 | 2003 WX121 | 2003年11月20日 | 索科罗     | 林肯近地小行星研究小组         |
| 小行星116076 | 2003 WL123 | 2003年11月20日 | 索科罗     | 林肯近地小行星研究小组         |
| 小行星116077 | 2003 WT123 | 2003年11月20日 | 索科罗     | 林肯近地小行星研究小组         |
| 小行星116078 | 2003 WV123 | 2003年11月20日 | 索科罗     | 林肯近地小行星研究小组         |
| 小行星116079 | 2003 WA124 | 2003年11月20日 | 索科罗     | 林肯近地小行星研究小组         |
| 小行星116080 | 2003 WG124 | 2003年11月20日 | 索科罗     | 林肯近地小行星研究小组         |
| 小行星116081 | 2003 WM124 | 2003年11月20日 | 索科罗     | 林肯近地小行星研究小组         |
| 小行星116082 | 2003 WZ124 | 2003年11月20日 | 索科罗     | 林肯近地小行星研究小组         |
| 小行星116083 | 2003 WA125 | 2003年11月20日 | 索科罗     | 林肯近地小行星研究小组         |
| 小行星116084 | 2003 WB125 | 2003年11月20日 | 索科罗     | 林肯近地小行星研究小组         |
| 小行星116085 | 2003 WK125 | 2003年11月20日 | 索科罗     | 林肯近地小行星研究小组         |
| 小行星116086 | 2003 WU125 | 2003年11月20日 | 索科罗     | 林肯近地小行星研究小组         |
| 小行星116087 | 2003 WX125 | 2003年11月20日 | 索科罗     | 林肯近地小行星研究小组         |
| 小行星116088 | 2003 WY125 | 2003年11月20日 | 索科罗     | 林肯近地小行星研究小组         |
| 小行星116089 | 2003 WA126 | 2003年11月20日 | 索科罗     | 林肯近地小行星研究小组         |
| 小行星116090 | 2003 WC126 | 2003年11月20日 | 索科罗     | 林肯近地小行星研究小组         |
| 小行星116091 | 2003 WG126 | 2003年11月20日 | 索科罗     | 林肯近地小行星研究小组         |
| 小行星116092 | 2003 WJ126 | 2003年11月20日 | 索科罗     | 林肯近地小行星研究小组         |
| 小行星116093 | 2003 WK126 | 2003年11月20日 | 索科罗     | 林肯近地小行星研究小组         |
| 小行星116094 | 2003 WZ126 | 2003年11月20日 | 索科罗     | 林肯近地小行星研究小组         |
| 小行星116095 | 2003 WD127 | 2003年11月20日 | 索科罗     | 林肯近地小行星研究小组         |
| 小行星116096 | 2003 WE127 | 2003年11月20日 | 索科罗     | 林肯近地小行星研究小组         |
| 小行星116097 | 2003 WH127 | 2003年11月20日 | 索科罗     | 林肯近地小行星研究小组         |
| 小行星116098 | 2003 WU127 | 2003年11月20日 | 索科罗     | 林肯近地小行星研究小组         |
| 小行星116099 | 2003 WY127 | 2003年11月20日 | 索科罗     | 林肯近地小行星研究小组         |
| 小行星116100 | 2003 WB128 | 2003年11月20日 | 索科罗     | 林肯近地小行星研究小组         |